# Садовый удав
Садовый удав, или узкобрюхий удав (лат. Corallus hortulanus) — неядовитая змея подсемейства удавов семейства ложноногих.

## Описание
Садовый удав может достигать в длину до 2,5 м, но обычно не превышает 150—180 см. Окраска и рисунок на теле очень разнообразны, встречаются особи жёлтого, красновато-желтого, коричневого, почти чёрного и светло-серого цветов. Светлые и темные пятна чередуются с ромбовидными элементами узора.

## Ареал
Обитает в тропических лесах Южной Америки: в южной Колумбии (к востоку от Анд), на юге Венесуэлы, в Гайане, Суринаме, Французской Гвиане, северной и западной Бразилии, Эквадоре, Перу, Боливии, Тринидаде и Тобаго и на Наветренных островах.

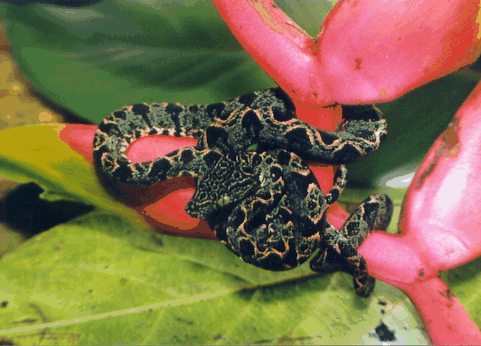

## Образ жизни
Ведет древесный образ жизни, активен ночью. Питается мелкими млекопитающими и птицами, иногда пресмыкающимися.

## Размножение
Спаривание происходит в зависимости от широты распространения с декабря по апрель. Беременность длится около 150—160 дней, по истечении которых самка рождает до 18 детенышей длиной около 30—35 см. Окраска новорожденных разнообразна.

## Фото

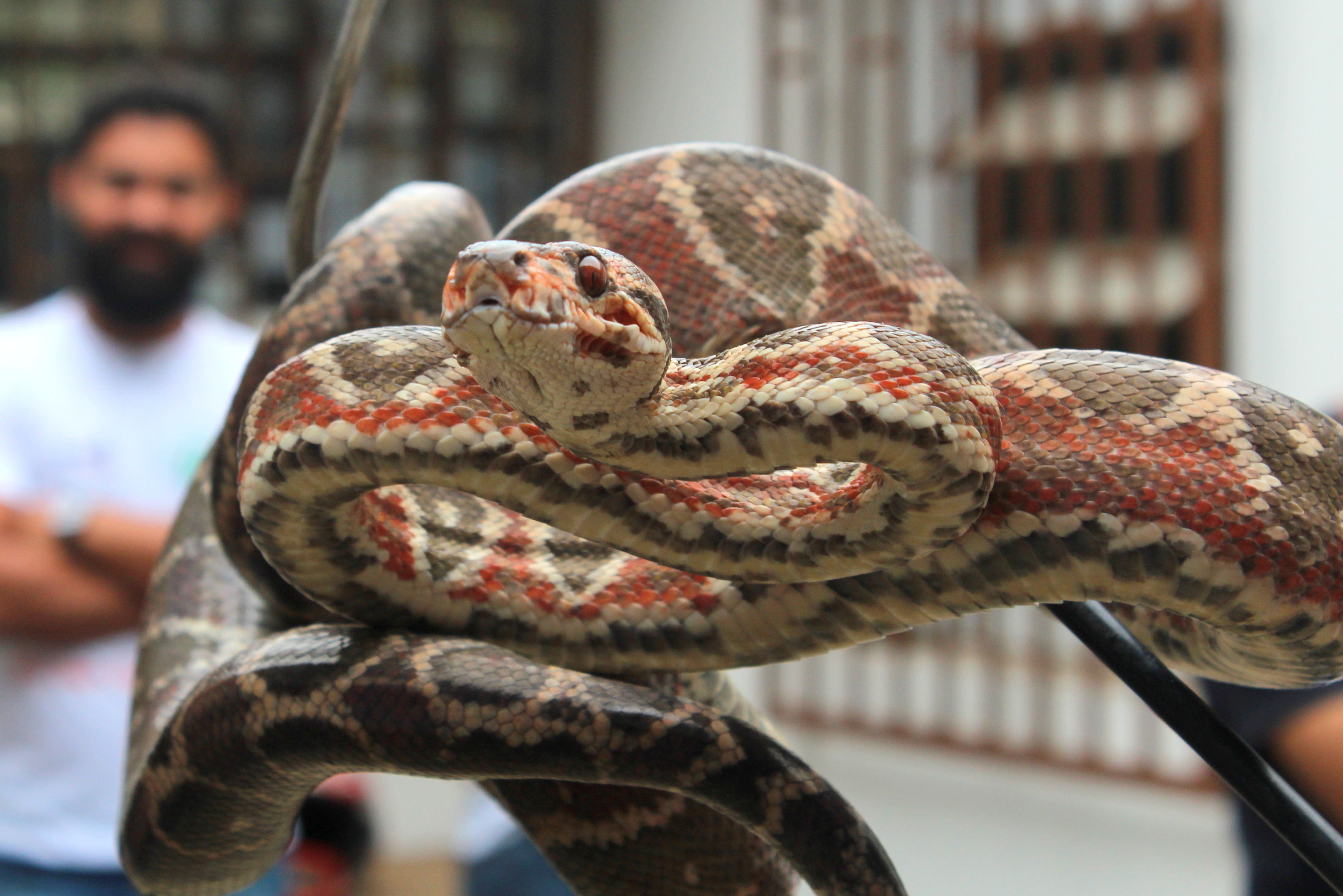
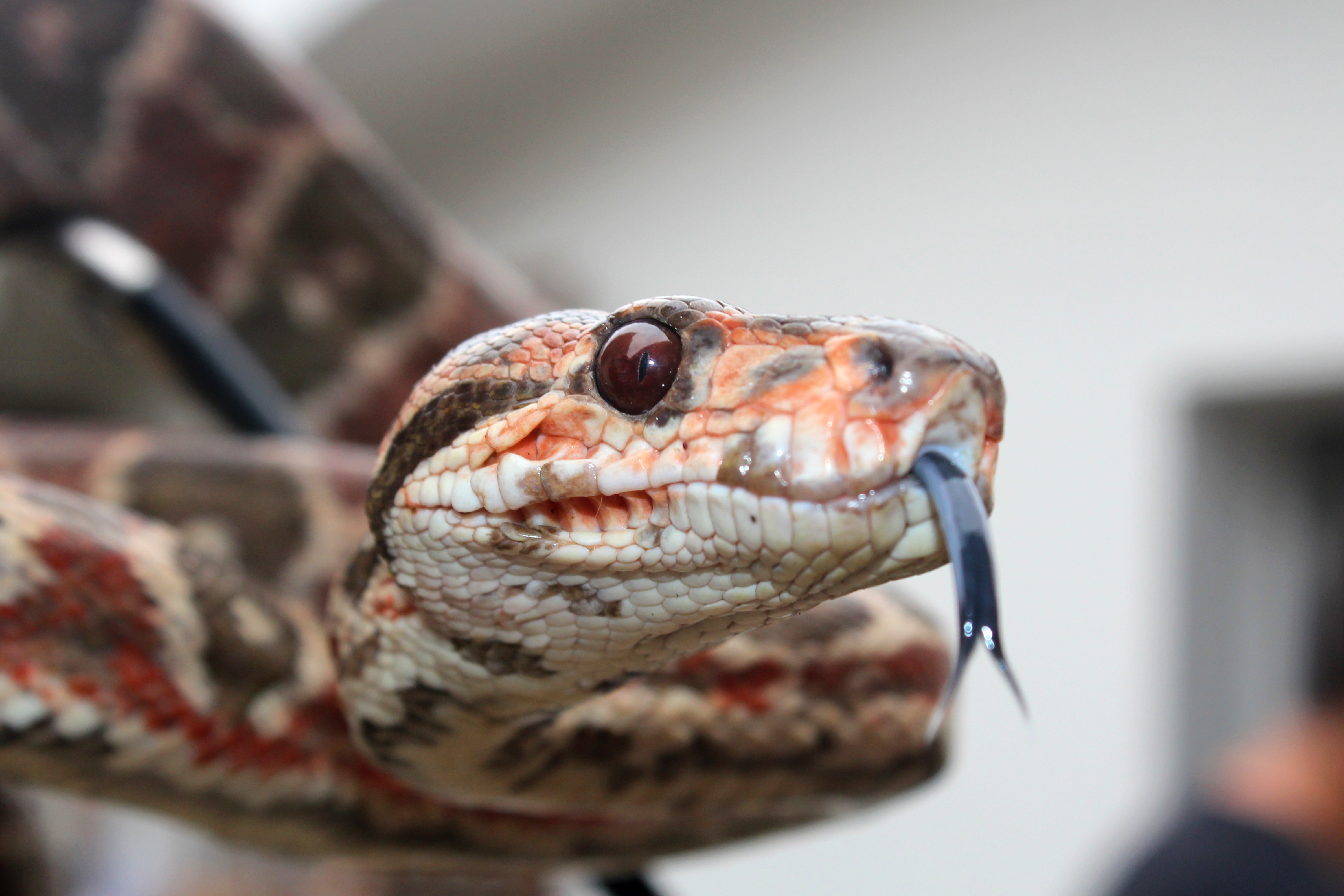
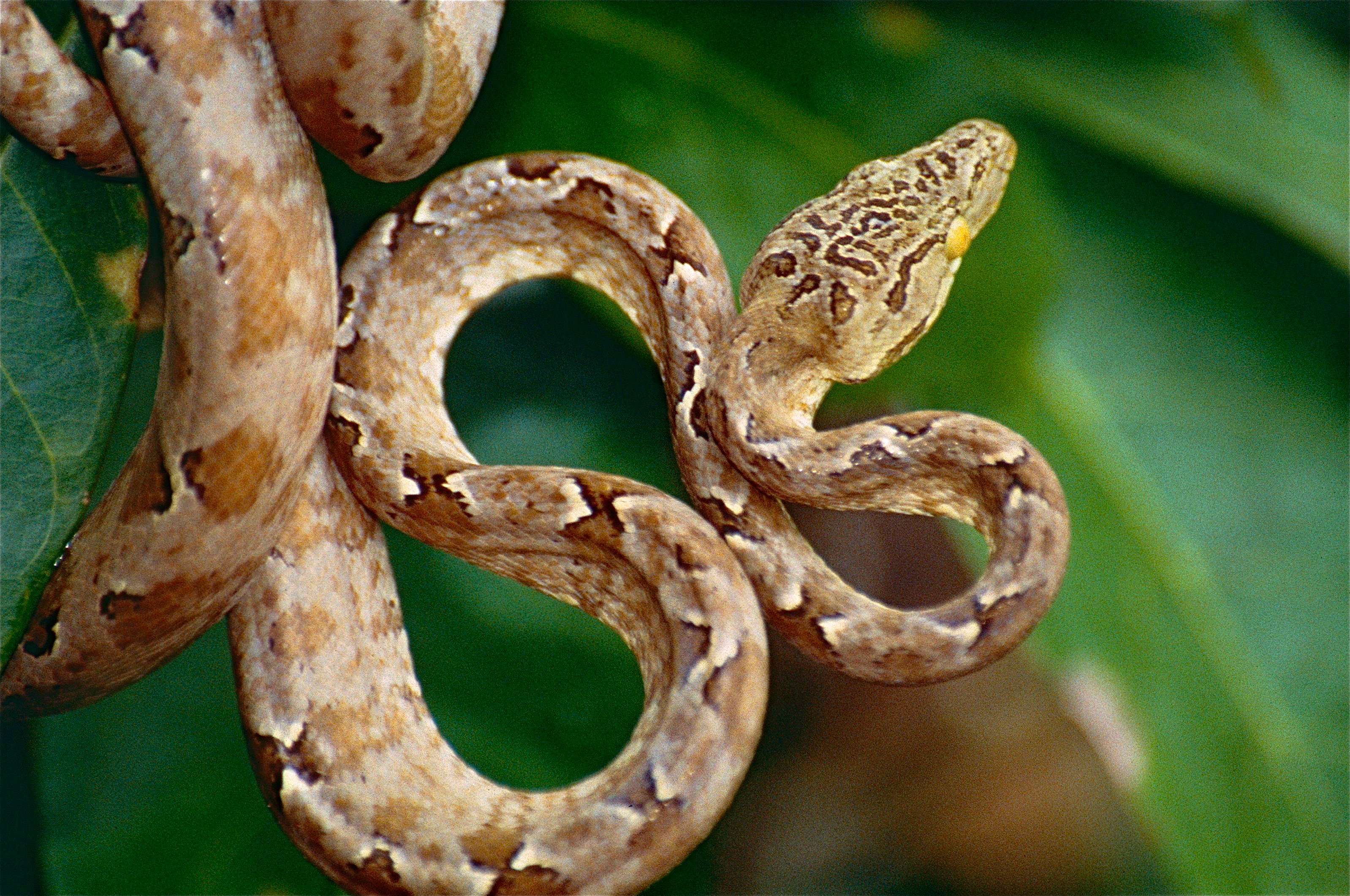
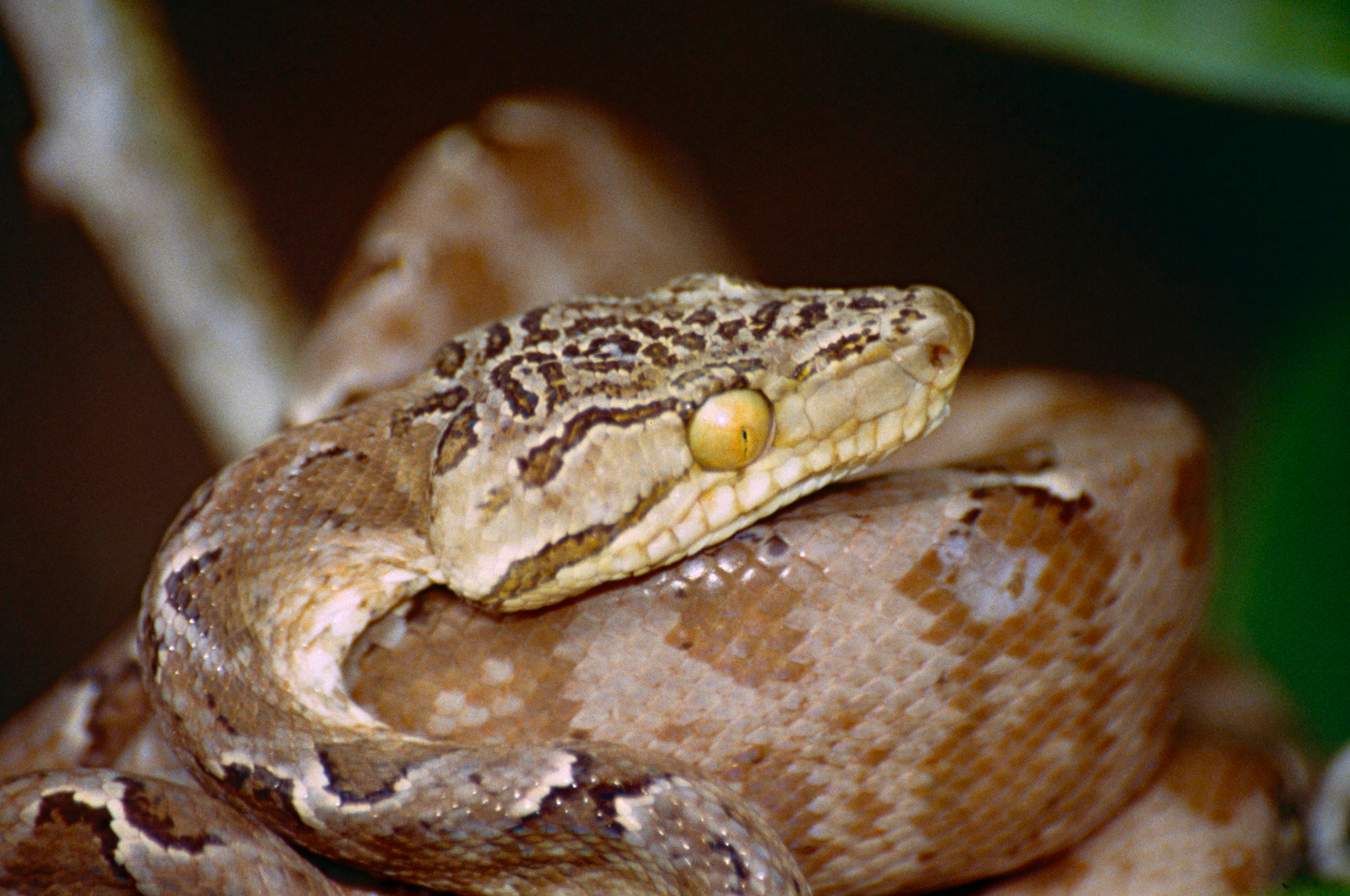
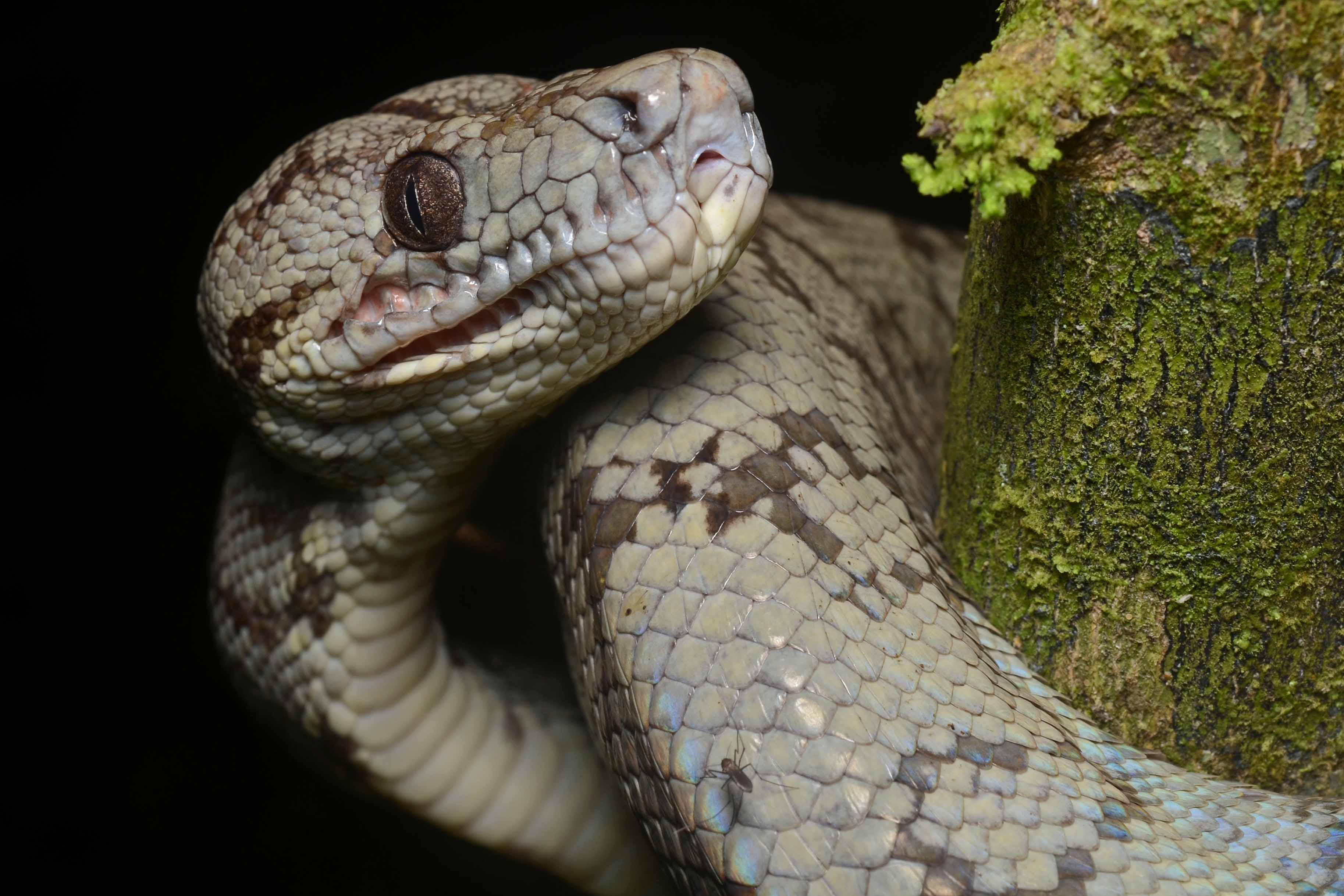
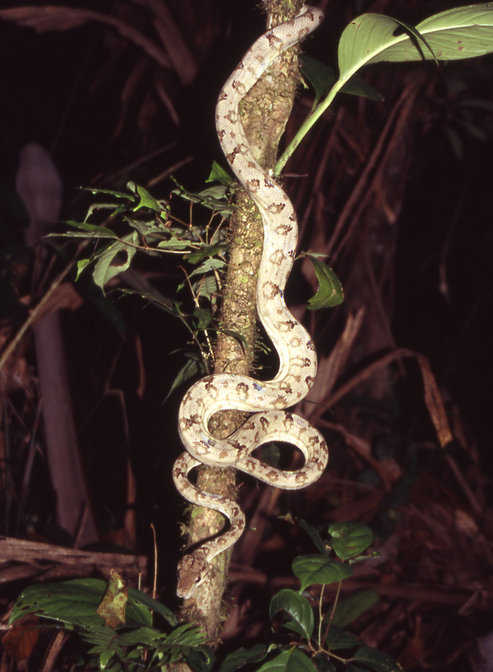
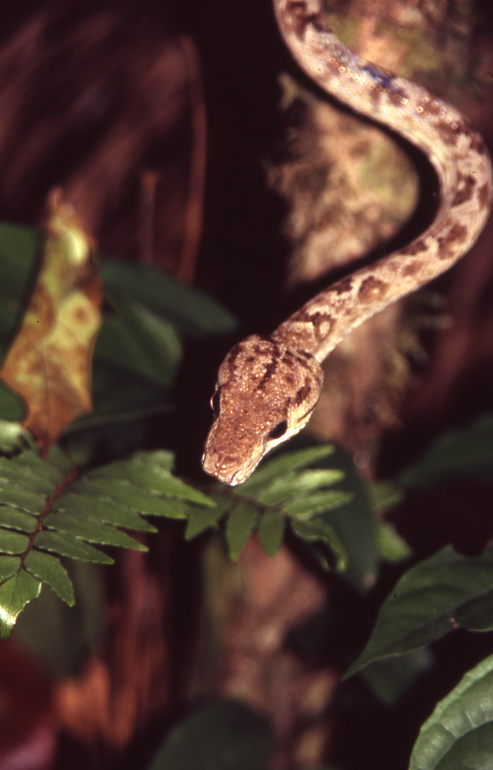
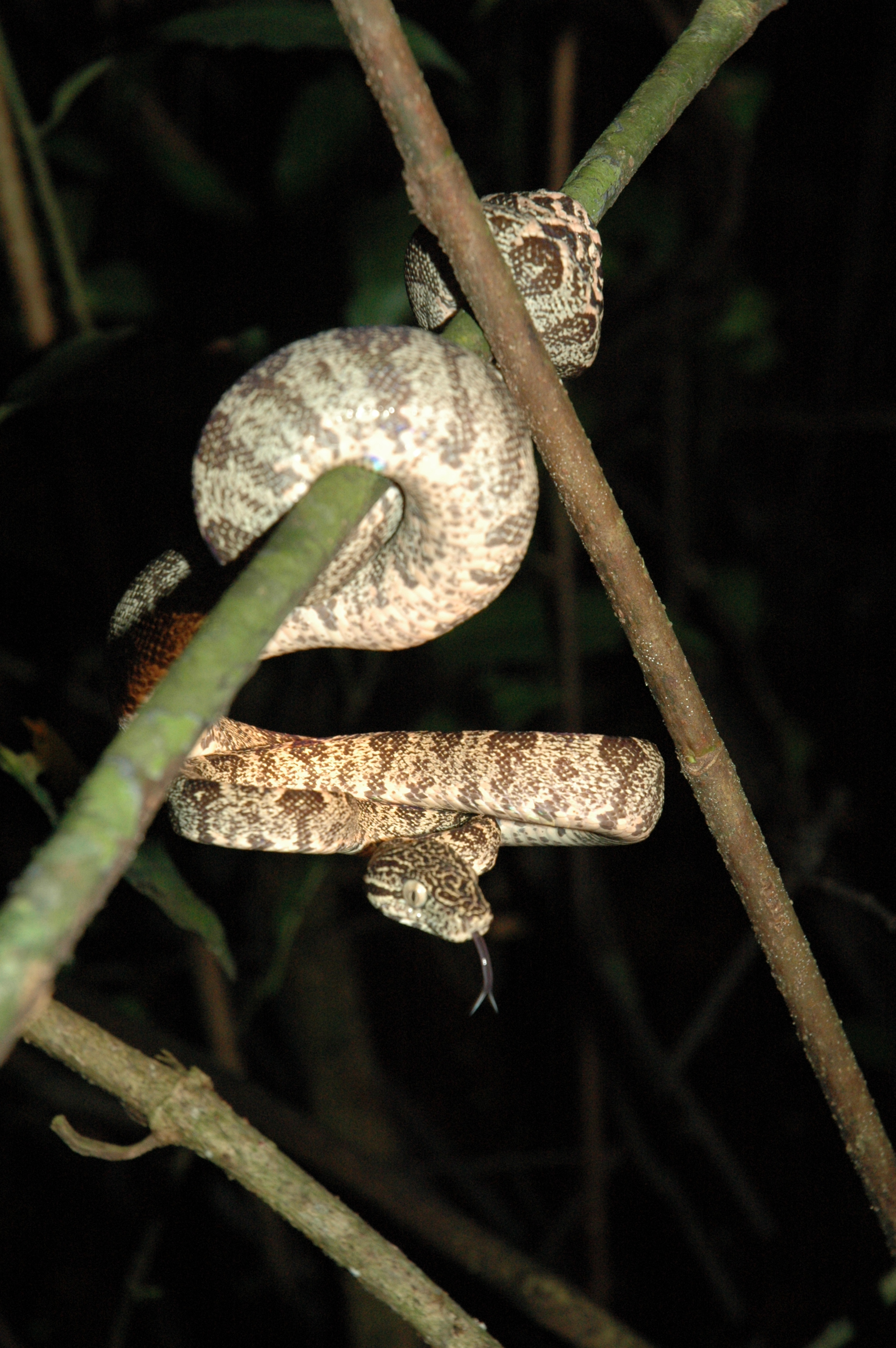

## Подвиды
Образует 2 подвида:
- Corallus hortulanus hortulanus
- Corallus hortulanus enydris